# اللجنة الأولمبية الدولية

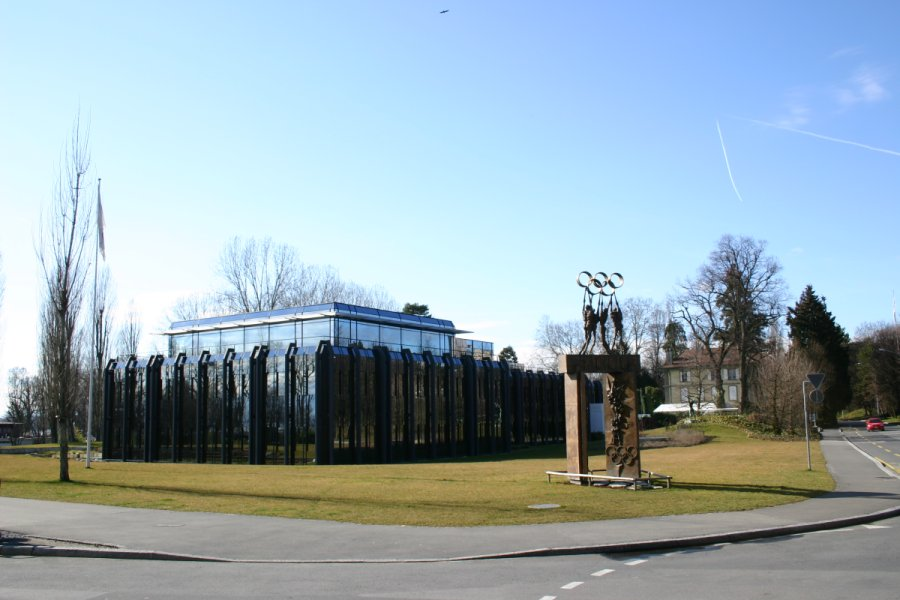
مركز اللجنة الدولية في لوزان، سويسرا

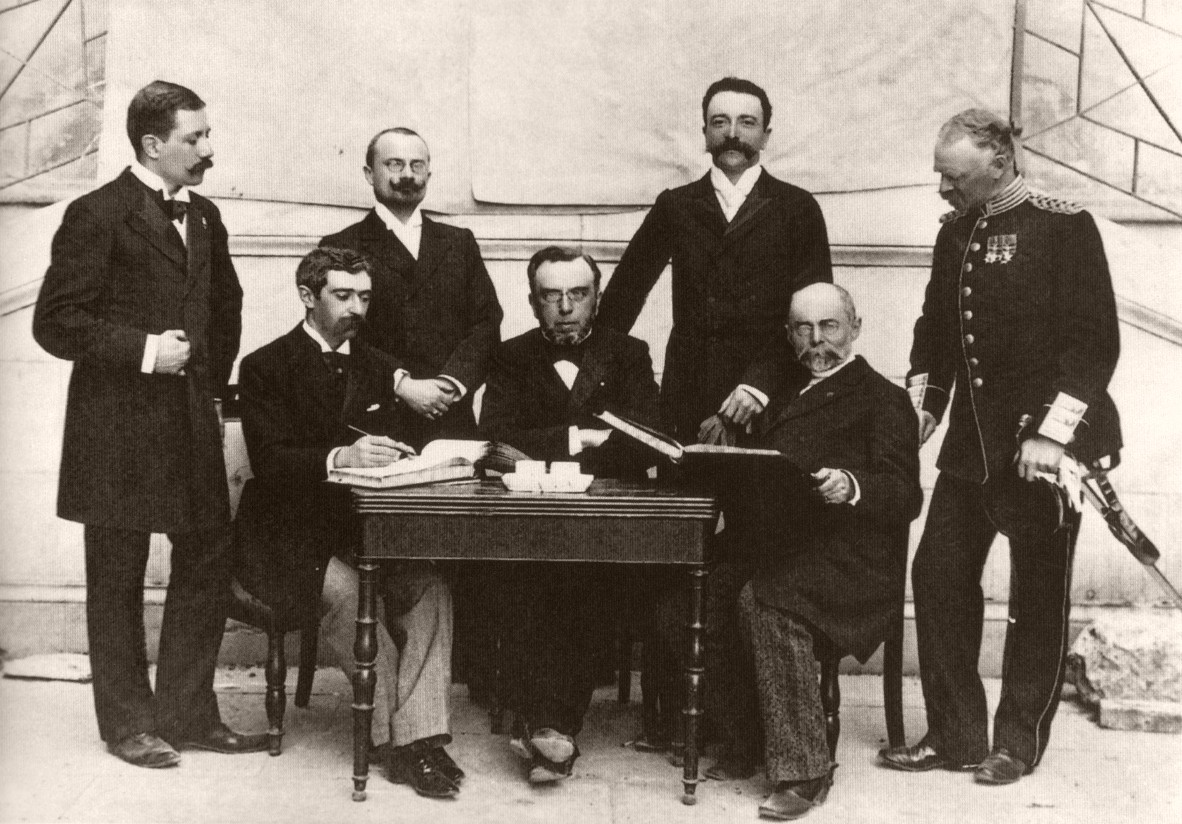
أول اللجنة الأولمبية الدولية ، في ألعاب أثينا عام 1896

اللجنة الأولمبية الدولية (بالإنجليزية: International Olympic Committee)، (بالفرنسية: Comité International Olympique)، هي منظمة مقرها في لوزان، سويسرا، أنشأها «بيير دي كوبيرتان» و«ديمتريوس فيكلاس» (Δημήτριος Βικέλας) في 23 يونيو، 1894 عبر الكونغرس الأولمبي. عدد الأعضاء فيها هو 206 لجنة أولمبية وطنية.
تقوم اللجنة الأولمبية الدولية بتنظيم الألعاب الأولمبية الحديثة التي تعقد في الصيف والشتاء، مرة كل أربع سنوات. أول ألعاب أولمبية صيفية تنظمها اللجنة الأولمبية الدولية عقدت في أثينا، اليونان، سنة 1896؛ الأولى في دورة الألعاب الأولمبية الشتوية تمت في شاموني، فرنسا، سنة 1924.
خلال 1992، تمت الألعاب الأولمبية الصيفية والشتوية على حد سواء في العام نفسه لأول مرة. في بداية 1994 تمت محاولات لمساعدة الفضاء التخطيطي بين الألعاب الأولمبية الصيفية والشتوية بصرف النظر عن بعضهما البعض.
شهدت تغيرات هائلة منذ ولاية خوان أنطونيو سامارانتش رئاستها في العام 1980.
رئيس اللجنة الأولمبية الدولية هو الألماني توماس باخ.

## دور اللجنة
- تنسيق وتنظيم وتطوير الألعاب والمسابقات الرياضية والتأكد من النهوض بها عبر الاتصال والتنسيق مع المؤسسات الوطنية والدولية واتخاذ الإجراءات الكفيلة بتقوية وحدة الحركة الأولمبية.
- تحقيق مبدأ الرياضة في خدمة الإنسانية وذلك بالتنسيق مع الهيئات المعنية العامة والخاصة والسلطات المختلفة.
- حماية حقوق أعضاء الحركة الأولمبية وتحقيق السلام.
- تنظيم الاحتفالات والألعاب الأولمبية بصفة دورية.
- تؤمن اللجنة الأولمبية الدولية بأحقية المرأة في المشاركة الفعالة في الرياضة الدولية على كافة المستويات في كافة الهياكل، وبصفة خاصة الأجهزة التنفيذية في الهيئات الرياضية والوطنية والدولية والارتقاء برياضة المرأة، مع مراعاة تطبيق مبادئ المساواة بين الرجال والنساء.[6]

## تشكيل اللجنة
تتكون اللجنة الأولمبية من 115 عضوًأ كحد أقصى (ومع ذلك فإنه وحتى 31 ديسمبر 2030 يتوقع أن يصل إجمالي عدد الأعضاء إلى 130)

## رؤساء اللجنة الأولمبية الدولية
1- ديمتري فيجلاس (اليونان) 1894-1896
2- بارون بيير دي كوبيرتان (فرنسا) 1896-1925
3- كومت هنري دي بيليه لاتور (بلجيكيا) 1925-1942
4- جي سيجفريد ايدستروم (السويد) 1946-1952
5- أفري بروندج (الولايات المتحدة) 1952-1972
6- لورد كيلانين (أيرلندا)1972-1980
7- خوان انتونيو سامارانج (أسبانيا) 1980-2001
8- كومت د. جاك روجه (بلجيكيا) 2001-2013
9- توماس باخ (ألمانيا) 2013-

## مقالات ذات صلة
- الكونغرس الأولمبي
- قائمة المنظمات الدولية غير الحكومية
- أعضاء اللجنة الأولمبية الدولية
- بطولة ألعاب الأطفال الدولية
- مشاركة المرأة في الألعاب الأولمبية